# Maison de Bourbon-Préaux
Pour un article plus général, voir Maison capétienne de Bourbon.
Pour les articles homonymes, voir Bourbon.
La maison capétienne de Bourbon-Préaux est une branche de la maison capétienne de Bourbon qui ne forma que deux générations et dont l'auteur fut Jacques Ier de Bourbon-Préaux, premier Bourbon seigneur de Préaux, de Dargies (ou d'Argies), de Dangu et de Thury, grand bouteiller de France (1346-1417). Il est le troisième fils de Jacques Ier de Bourbon, comte de la Marche et de Jeanne de Saint-Paul.
Jacques Ier de Bourbon, comte de la Marche épouse en octobre 1367 Marguerite de Préaux (morte en 1442).

## Généalogie
Les princes de Bourbon qui furent seigneurs de Préaux, sont:
- Jacques Ier de Bourbon-Préaux seigneur de Préaux, de Dargies, de Dangu et de Thury, grand bouteiller de France (1346-1417), marié en octobre 1367 Marguerite de Préaux (morte en 1442), d'où:
  - Louis de Bourbon, seigneur de Préaux, mort à la bataille d'Azincourt le 25 octobre 1415 sans laisser de postérité[1].
  - Pierre de Bourbon, grand bouteiller de France, chevalier, seigneur de Préaux, de Dargies, de Dangu et de Thury, commandant du château de Rouen en 1416, capitaine du château de Neauphle en 1422, mort en 1422 sans postérité de son alliance avec Elisabeth de Montagu[1].
  - Jacques II de Bourbon-Préaux, baron de Thury, seigneur de Préaux, marié en 1417 à Jeanne de Montaigu (ou Montagu ; sœur d'Elisabeth) (1398-1420). Après la mort de sa femme, il se fit religieux Célestin puis cordelier, et mourut assassiné en 1429 à son retour de Rome[1].
  - Charles de Bourbon, archidiacre de Sens, seigneur de Combles
  - Jean de Bourbon, mort en bas âge[1].
  - Marie de Bourbon, morte non mariée ; devenue seule héritière de ses frères, ses biens revinrent à sa tante Jeanne (ou Yolande) de Préaux, épouse de Gauvin seigneur de Ferrières. Cette branche de la maison de Bourbon s'éteignit avec elle[1].

### Filiation simplifiée
|  |  |                   |                   |                   |                   |                   |                   | Bourbon-La Marche |                  |                     |                     |                     |                     |                     |                     |                      |                      |                      |                      |                      |                      |                |                |  |  |                 |                 |                     |                     |                     |                     |                     |                     |                          |                          |                          |                          |                          |                          |  |  |  |  |  |  |  |  |
|  |  |                   |                   |                   |                   |                   |                   |                   |                  |                     |                     |                     |                     |                     |                     |                      |                      |                      |                      |                      |                      |                |                |  |  |                 |                 |                     |                     |                     |                     |                     |                     |                          |                          |                          |                          |                          |                          |  |  |  |  |  |  |  |  |
|  |  |                   |                   |                   |                   |                   |                   | Jacques († 1362)  | Jacques († 1362) | Jacques († 1362)    | Jacques († 1362)    | Jacques († 1362)    | Jacques († 1362)    |                     |                     |                      |                      |                      |                      |                      |                      |                |                |  |  |                 |                 | famille de Préaux   | famille de Préaux   | famille de Préaux   | famille de Préaux   | famille de Préaux   | famille de Préaux   |                          |                          |                          |                          |                          |                          |  |  |  |  |  |  |  |  |
|  |  |                   |                   |                   |                   |                   |                   | Jacques († 1362)  | Jacques († 1362) | Jacques († 1362)    | Jacques († 1362)    | Jacques († 1362)    | Jacques († 1362)    |                     |                     |                      |                      |                      |                      |                      |                      |                |                |  |  |                 |                 | famille de Préaux   | famille de Préaux   | famille de Préaux   | famille de Préaux   | famille de Préaux   | famille de Préaux   |                          |                          |                          |                          |                          |                          |  |  |  |  |  |  |  |  |
|  |  |                   |                   |                   |                   |                   |                   |                   |                  |                     |                     |                     |                     |                     |                     |                      |                      |                      |                      |                      |                      |                |                |  |  |                 |                 |                     |                     |                     |                     |                     |                     |                          |                          |                          |                          |                          |                          |  |  |  |  |  |  |  |  |
|  |  | Jean Ier († 1393) | Jean Ier († 1393) | Jean Ier († 1393) | Jean Ier († 1393) | Jean Ier († 1393) | Jean Ier († 1393) |                   |                  |                     |                     |                     |                     |                     |                     | Jacques Ier († 1417) | Jacques Ier († 1417) | Jacques Ier († 1417) | Jacques Ier († 1417) | Jacques Ier († 1417) | Jacques Ier († 1417) |                |                |  |  |                 |                 | Marguerite († 1442) | Marguerite († 1442) | Marguerite († 1442) | Marguerite († 1442) | Marguerite († 1442) | Marguerite († 1442) |                          |                          |                          |                          |                          |                          |  |  |  |  |  |  |  |  |
|  |  | Jean Ier († 1393) | Jean Ier († 1393) | Jean Ier († 1393) | Jean Ier († 1393) | Jean Ier († 1393) | Jean Ier († 1393) |                   |                  |                     |                     |                     |                     |                     |                     | Jacques Ier († 1417) | Jacques Ier († 1417) | Jacques Ier († 1417) | Jacques Ier († 1417) | Jacques Ier († 1417) | Jacques Ier († 1417) |                |                |  |  |                 |                 | Marguerite († 1442) | Marguerite († 1442) | Marguerite († 1442) | Marguerite († 1442) | Marguerite († 1442) | Marguerite († 1442) |                          |                          |                          |                          |                          |                          |  |  |  |  |  |  |  |  |
|  |  |                   |                   |                   |                   |                   |                   |                   |                  |                     |                     |                     |                     |                     |                     |                      |                      |                      |                      |                      |                      |                |                |  |  |                 |                 |                     |                     |                     |                     |                     |                     |                          |                          |                          |                          |                          |                          |  |  |  |  |  |  |  |  |
|  |  |                   |                   |                   |                   |                   |                   |                   |                  |                     |                     |                     |                     |                     |                     |                      |                      |                      |                      |                      |                      |                |                |  |  |                 |                 |                     |                     |                     |                     |                     |                     |                          |                          |                          |                          |                          |                          |  |  |  |  |  |  |  |  |
|  |  | Bourbon-La Marche | Bourbon-La Marche | Bourbon-La Marche | Bourbon-La Marche | Bourbon-La Marche | Bourbon-La Marche |                   |                  | Marie († vers 1435) | Marie († vers 1435) | Marie († vers 1435) | Marie († vers 1435) | Marie († vers 1435) | Marie († vers 1435) |                      |                      | Louis († 1415)       | Louis († 1415)       | Louis († 1415)       | Louis († 1415)       | Louis († 1415) | Louis († 1415) |  |  | Pierre († 1422) | Pierre († 1422) | Pierre († 1422)     | Pierre († 1422)     | Pierre († 1422)     | Pierre († 1422)     |                     |                     | Jacques II († vers 1430) | Jacques II († vers 1430) | Jacques II († vers 1430) | Jacques II († vers 1430) | Jacques II († vers 1430) | Jacques II († vers 1430) |  |  |  |  |  |  |  |  |

## Armoiries
Jacques de Bourbon-Préaux a brisé les armes de son grand-père, le duc Louis Ier de Bourbon, en y ajoutant une bordure de gueules.

Blason du duc Louis Ier de Bourbon.
Blason primitif de Jacques de Bourbon-Préaux.
Blason tardif du prince Jacques de Bourbon-Préaux.